# Sikandar Bag

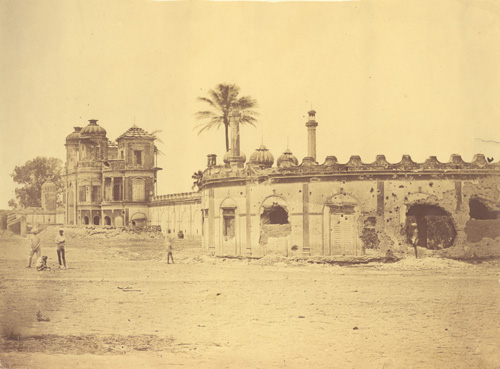
Sikandar Bagh, 1858. Albumen Silberdruck von Felice Beato

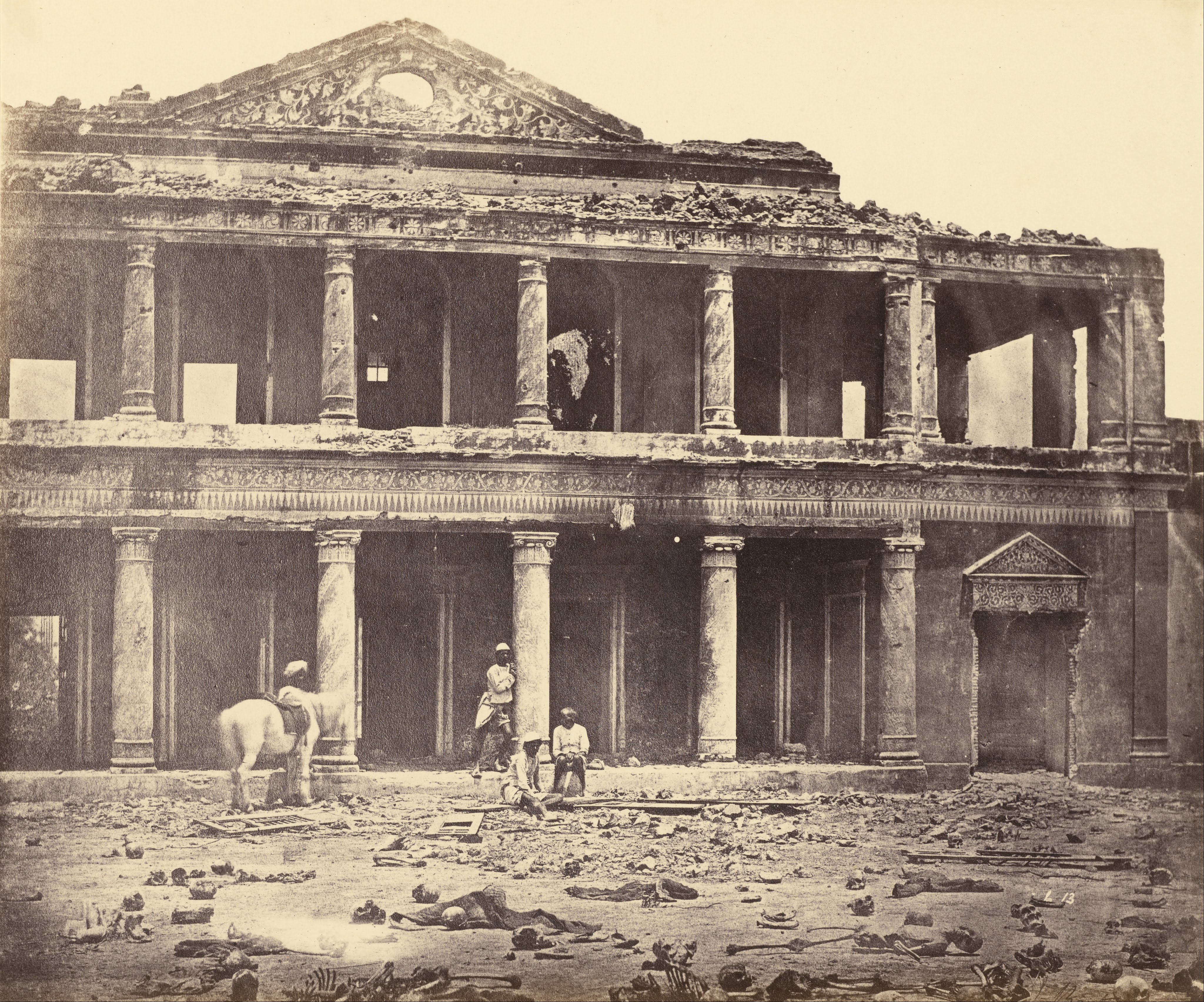
Innenansicht von Sikandar Bag, 1858. Im Innenhof liegen Leichenteile der besiegten Inder, Albumensilberdruck von Felice Beato

Sikandar Bag (auch Sikandar Bagh, Sikandra Bagh oder Secundra Bagh geschrieben; Hindi: सिकन्दर बाग़, sikandara bāġ; Urdu: سِکندر باغ; dt.: Sikandara-Garten) ist ein Park mit einer Villa, der sich im Randbezirk von Lakhnau, Uttar Pradesh, Indien befindet. Das Gebäude wurde vom Nawab von Oudh, Wajid Ali Shah  (1822–1887), als Sommerhaus errichtet. Die Anlage trägt den Namen der Lieblingsfrau des Nawabs, Sikander Mahal Begum. Das Gebäude und Grundstück wird heute vom National Botanical Research Institute von Indien genutzt.  

## Errichtung und Bedeutung
Der Garten wurde etwa um 1800 als königlicher Garten von Nawab Saadat Ali Khan angelegt und um die Mitte des 19. Jahrhunderts von Wajid Ali Shah, dem letzten Nawab von Oudh erweitert. Während des Indischen Aufstands von 1857 war die Villa und das Grundstück Schauplatz einer der heftigsten Kämpfe zwischen aufständischen Indern und britischen Truppen. Während der Belagerung von Lakhnau wurden der Garten und der Palast durch hunderte von Sepoys verteidigt, während sie von britischen Truppen belagert wurden. Das Gebäude wurde am 16. November 1857 von Truppen unter Leitung von Sir Colin Campbell überrannt. Die britischen Gefallenen wurden in einem Massengrab auf dem Grundstück beigesetzt. Die indischen Toten wurden liegen gelassen. Zu Beginn des Jahres 1858 nahm der britische Fotograf Felice Beato eines der bekanntesten Fotos des Aufstands von 1857 auf, dass die Ruine des Gebäudes zeigt. Im Innenhof liegen die verwesten Leichenteile der indischen Gefallenen. 
Im Laufe der Jahre wurden Kanonenkugeln und Schwerter, Musketen und Gewehre auf dem Grundstück ausgegraben. Sie werden heute im National Botanical Institute of India als Erinnerung an den Aufstand ausgestellt. Im Garten befindet sich außerdem eine Statue, die an Uda Devi erinnert. Die Inderin focht gemeinsam mit den belagerten Soldaten. Die Legende schreibt ihr zu, sie hätte sich in einem Baumwipfel versteckt und von da aus auf britische Soldaten geschossen. Sie kam während der Kämpfe im November 1857 ums Leben.

## Belege